# تپه دو تپان -ک (ک - ۲۴)
تپه دو تپان -ک (ک - ۲۴) مربوط به دوران پیش از تاریخ ایران باستان - دوران‌های تاریخی پس از اسلام است و در شهرستان کنگاور، شمال رودخانه قره چای واقع شده و این اثر در تاریخ ۲۴ فروردین ۱۳۸۲ با شمارهٔ ثبت ۸۱۲۴ به‌عنوان یکی از آثار ملی ایران به ثبت رسیده است.